# Вьове
Вьовѐ (на френски: Vevey, произношения на местните диалекти [vəvɛ], [vːɛ], [vəˈvaːɛ̆]) е град в Югозападна Швейцария, кантон Во.

## География
Разположен е на североизточния бряг на Женевското езеро, на 17 km югоизточно от Лозана.

## История
Градът е известен от древността, като латинското му име е Вивискус.

## Икономика
Курортен град, с развит туризъм. Има жп гара на линията, която обикаля около Женевското езеро. Във Вьове е седалището на производителя на хранителни стоки Нестле, основан в града през 1867. Население 18 283 жители към 30 януари 2009 г.

## Известни личности
Родени
- Клод Николие (р. 1944), швейцарски астронавт

Починали
- Греъм Грийн (1904 – 1991), английски писател
- Рагнар Нурксе (1907 – 1959), естонски икономист
- Уна О'Нийл (1925 – 1991), съпруга на Чарли Чаплин
- Хенрик Сенкевич (1846 – 1916), полски писател
- Гулиелмо Фереро (1871 – 1941), италиански историк и писател
- Чарли Чаплин (1889 – 1977), британски киноартист
- Джеймс Клавъл (1921-1994), писател